# Syria na Letnich Igrzyskach Olimpijskich 1968
Syrię na Letnich Igrzyskach Olimpijskich 1968 reprezentowało 2 zawodników (2 mężczyzn). Był to trzeci start reprezentacji Syrii na letnich igrzyskach olimpijskich.

## Skład reprezentacji

### Zapasy
Styl klasyczny
| Zawodnik      | Konkurencja | Runda I          | Runda II         | Runda III        | Runda IV         | Runda V          | Finał/BM         | Finał/BM |
| Zawodnik      | Konkurencja | Przeciwnik Wynik | Przeciwnik Wynik | Przeciwnik Wynik | Przeciwnik Wynik | Przeciwnik Wynik | Przeciwnik Wynik | Pozycja  |
| ------------- | ----------- | ---------------- | ---------------- | ---------------- | ---------------- | ---------------- | ---------------- | -------- |
| Ahmad Szahrur | - 52 kg     | Mongued R 2-2    | Duarte W 3,5-0,5 | Bakulin P 0-4    | NQ               | NQ               | NQ               | NQ       |
| Mahmud Balah  | - 78 kg     | Tashiro P 1-3    | Nettekoven P 1-3 | NQ               | NQ               | —                | NQ               | NQ       |